# Laguna Piedra Roja
Piedra Roja es una laguna artificial, ubicada en la ciudad de Chicureo en la comuna de Colina, Provincia de Chacabuco, Región Metropolitana, Chile.

## Historia
Tras seis años de desarrollo como parte del megaproyecto inmobiliario Piedra Roja en Chicureo, el 1 de diciembre de 2006 comenzó la marcha blanca de la laguna, convirtiéndose en la primera laguna artificial de Chile.
Para evitar la formación de algas en su base, la estructura cuenta en su fondo con una lámina plástica y un sistema interno de oxigenación.
El diseño de la laguna incluyó dos anfiteatros, un circuito de trote y la construcción de un centro comercial, Espacio Urbano La Laguna.

### Galería

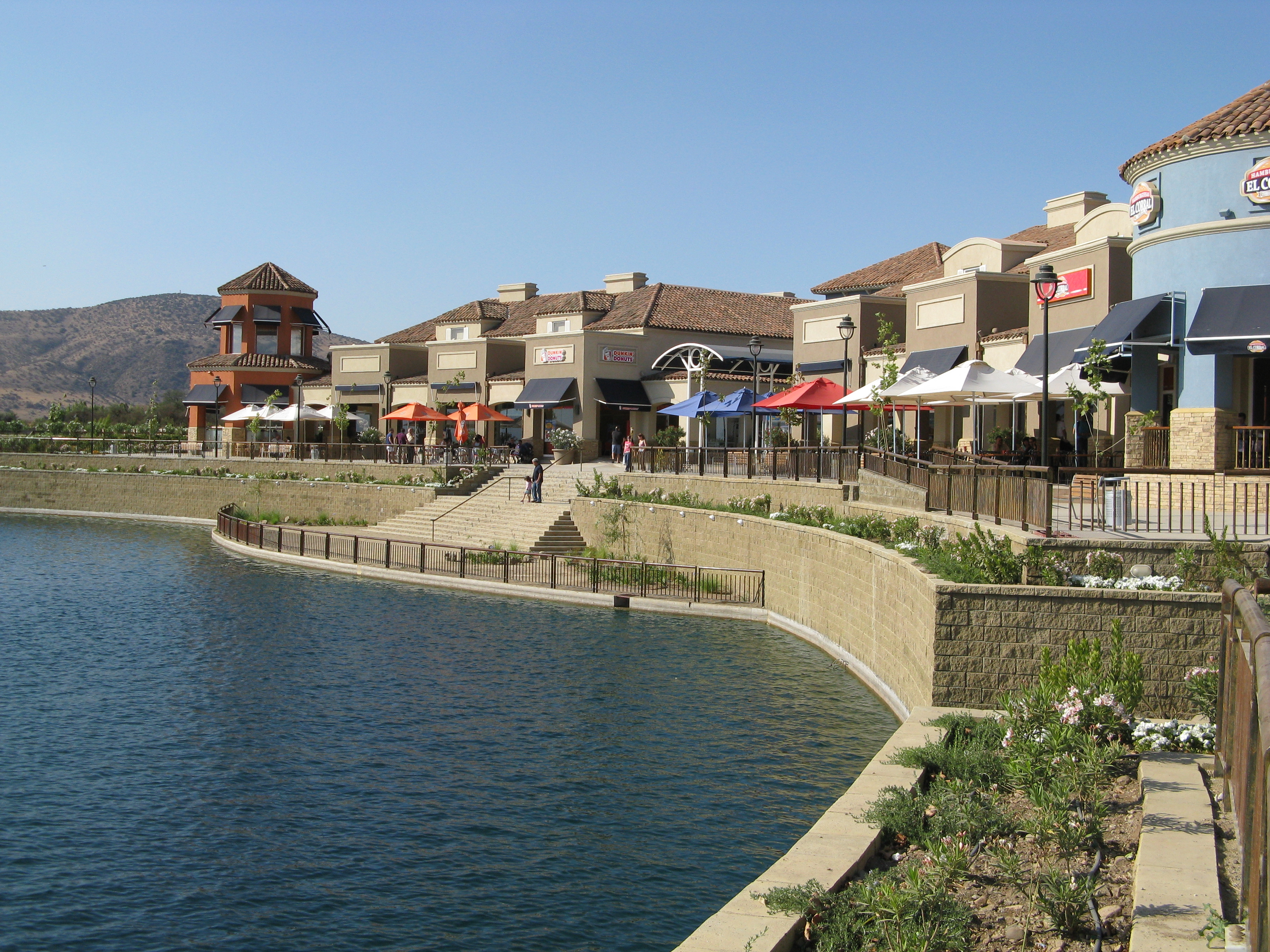
Anfiteatro en 2008
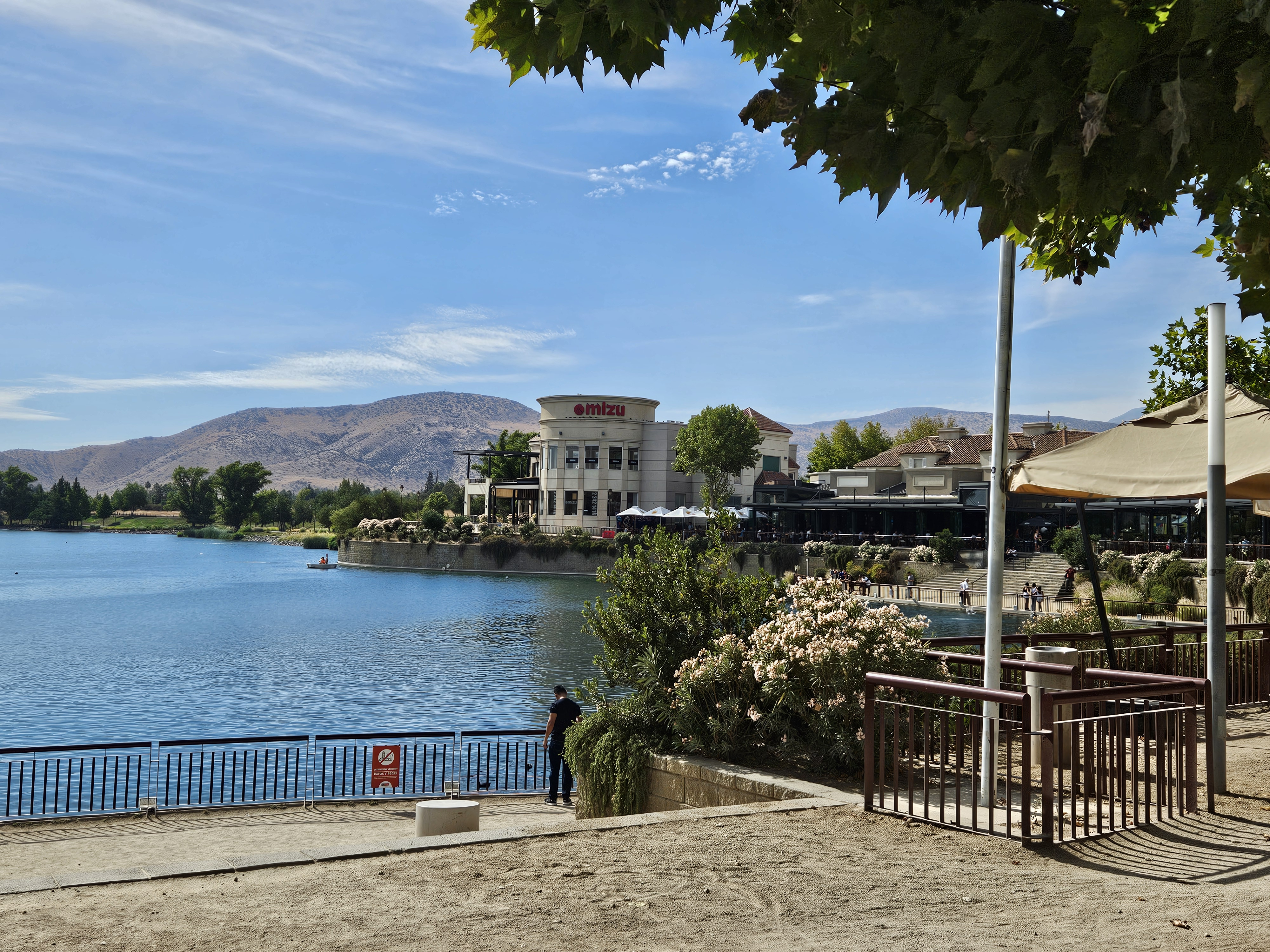
Anfiteatro en 2024
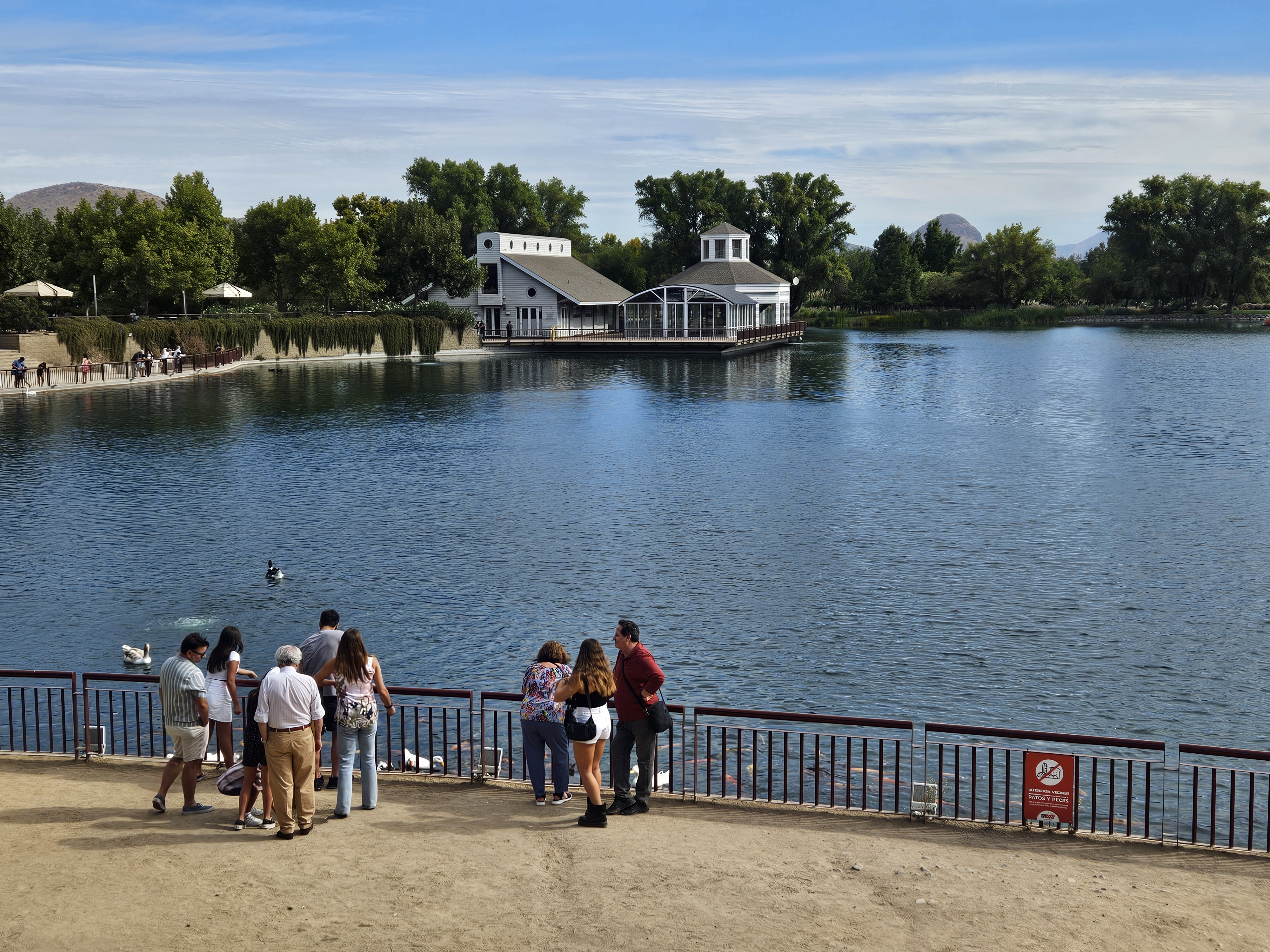
Alrededores de la Laguna Piedra Roja en 2024